# Lista över fornlämningar i Norrköpings kommun (Kvillinge)
Lista över fornlämningar i Norrköpings kommun (Kvillinge) är en förteckning av ett urval av de fornlämningar som finns i Kvillinge i Norrköpings kommun.
| Namn                                    | Lämningstyp                      | Tillkomsttid     | Historisk indelning     | Plats | Läge                 | ID-nr          | Bild                                      |
| --------------------------------------- | -------------------------------- | ---------------- | ----------------------- | ----- | -------------------- | -------------- | ----------------------------------------- |
| Kvillinge 1:1                           | Runristning                      | 1000-talet       | Kvillinge, Östergötland |       | 58.624023, 16.153728 | 10045400010001 | Ladda upp en till bild av detta fornminne |
| Kvillinge 1:2                           | Runristning                      | 1000-talet       | Kvillinge, Östergötland |       | 58.623999, 16.154123 | 10045400010002 | Ladda upp en till bild av detta fornminne |
| Kvillinge 1:3                           | Runristning                      | 1000-talet       | Kvillinge, Östergötland |       | 58.623907, 16.154128 | 10045400010003 | Ladda upp en till bild av detta fornminne |
| Kvillinge 2:1                           | Stensättning                     |                  | Kvillinge, Östergötland |       | 58.632655, 16.175428 | 10045400020001 | Ladda upp en bild av detta fornminne      |
| Kvillinge 3:1                           | Gravfält                         |                  | Kvillinge, Östergötland |       | 58.637248, 16.156689 | 10045400030001 | Ladda upp en bild av detta fornminne      |
| Kvillinge 7:1                           | Gravfält                         |                  | Kvillinge, Östergötland |       | 58.642281, 16.162277 | 10045400070001 | Ladda upp en bild av detta fornminne      |
| Kvillinge 9:1                           | Stensättning                     |                  | Kvillinge, Östergötland |       | 58.635912, 16.178864 | 10045400090001 | Ladda upp en bild av detta fornminne      |
| Kvillinge 9:2                           | Stensättning                     |                  | Kvillinge, Östergötland |       | 58.635817, 16.178868 | 10045400090002 | Ladda upp en bild av detta fornminne      |
| Kvillinge 9:3                           | Stensättning                     |                  | Kvillinge, Östergötland |       | 58.635702, 16.178871 | 10045400090003 | Ladda upp en bild av detta fornminne      |
| Kvillinge 10:1                          | Stensättning                     |                  | Kvillinge, Östergötland |       | 58.634692, 16.180251 | 10045400100001 | Ladda upp en bild av detta fornminne      |
| Kvillinge 12:1                          | Gravfält                         | Yngre järnåldern | Kvillinge, Östergötland |       | 58.652577, 16.183482 | 10045400120001 | Ladda upp en till bild av detta fornminne |
| Kvillinge 13:1                          | Gravfält                         |                  | Kvillinge, Östergötland |       | 58.633464, 16.153329 | 10045400130001 | Ladda upp en bild av detta fornminne      |
| Kvillinge 14:1                          | Stensättning                     |                  | Kvillinge, Östergötland |       | 58.631296, 16.154111 | 10045400140001 | Ladda upp en bild av detta fornminne      |
| Kvillinge 14:2                          | Stensättning                     |                  | Kvillinge, Östergötland |       | 58.631363, 16.153993 | 10045400140002 | Ladda upp en bild av detta fornminne      |
| Kvillinge 15:1                          | Gravfält                         |                  | Kvillinge, Östergötland |       | 58.623083, 16.149974 | 10045400150001 | Ladda upp en bild av detta fornminne      |
| Kvillinge 16:1                          | Runristning                      | 1000-talet       | Kvillinge, Östergötland |       | 58.659223, 16.208437 | 10045400160001 | Ladda upp en till bild av detta fornminne |
| Kvillinge 17:1                          | Stensättning                     |                  | Kvillinge, Östergötland |       | 58.640689, 16.244152 | 10045400170001 | Ladda upp en bild av detta fornminne      |
| Kvillinge 18:1                          | Gravfält                         |                  | Kvillinge, Östergötland |       | 58.622940, 16.145326 | 10045400180001 | Ladda upp en bild av detta fornminne      |
| Kvillinge 20:1                          | Gravfält                         |                  | Kvillinge, Östergötland |       | 58.642233, 16.102379 | 10045400200001 | Ladda upp en bild av detta fornminne      |
| Kvillinge 21:1                          | Gravfält                         |                  | Kvillinge, Östergötland |       | 58.647653, 16.097879 | 10045400210001 | Ladda upp en bild av detta fornminne      |
| Skärlötaborgen (Kvillinge 24:1)         | Fornborg                         |                  | Kvillinge, Östergötland |       | 58.649797, 16.090918 | 10045400240001 | Ladda upp en bild av detta fornminne      |
| Moteklint (Fårklämman) (Kvillinge 25:1) | Fornborg                         |                  | Kvillinge, Östergötland |       | 58.648305, 16.082566 | 10045400250001 | Ladda upp en bild av detta fornminne      |
| Kvillinge 28:1                          | Gravfält                         |                  | Kvillinge, Östergötland |       | 58.649330, 16.113921 | 10045400280001 | Ladda upp en bild av detta fornminne      |
| Torsklint (Kvillinge 29:1)              | Fornborg                         | folkvandringstid | Kvillinge, Östergötland |       | 58.651005, 16.112122 | 10045400290001 | Ladda upp en till bild av detta fornminne |
| Torsborgen (Kvillinge 31:1)             | Fornborg                         |                  | Kvillinge, Östergötland |       | 58.659896, 16.134592 | 10045400310001 | Ladda upp en bild av detta fornminne      |
| Kvillinge 32:1                          | Gravfält                         |                  | Kvillinge, Östergötland |       | 58.648271, 16.143248 | 10045400320001 | Ladda upp en bild av detta fornminne      |
| Kvillinge 35:1                          | Hällristning                     |                  | Kvillinge, Östergötland |       | 58.647187, 16.154059 | 10045400350001 | Ladda upp en bild av detta fornminne      |
| Borgarberget (Kvillinge 39:1)           | Fornborg                         |                  | Kvillinge, Östergötland |       | 58.677054, 16.123247 | 10045400390001 | Ladda upp en bild av detta fornminne      |
| Kvillinge 45:1                          | Röse                             |                  | Kvillinge, Östergötland |       | 58.670810, 16.246983 | 10045400450001 | Ladda upp en bild av detta fornminne      |
| Kvillinge 45:3                          | Stensättning                     |                  | Kvillinge, Östergötland |       | 58.670430, 16.247356 | 10045400450003 | Ladda upp en bild av detta fornminne      |
| Kvillinge 50:1                          | Gravfält                         |                  | Kvillinge, Östergötland |       | 58.633612, 16.209080 | 10045400500001 | Ladda upp en bild av detta fornminne      |
| Kvillinge 65:1                          | Ristning, medeltid/historisk tid |                  | Kvillinge, Östergötland |       | 58.677143, 16.120921 | 10045400650001 | Ladda upp en bild av detta fornminne      |
| Kvillinge 67:1                          | Stensättning                     |                  | Kvillinge, Östergötland |       | 58.684773, 16.044184 | 10045400670001 | Ladda upp en bild av detta fornminne      |
| Kvillinge 67:2                          | Stensättning                     |                  | Kvillinge, Östergötland |       | 58.684662, 16.044176 | 10045400670002 | Ladda upp en bild av detta fornminne      |
| Kvillinge 80:1                          | Gravfält                         |                  | Kvillinge, Östergötland |       | 58.623808, 16.149564 | 10045400800001 | Ladda upp en bild av detta fornminne      |
| Kvillinge 83:1                          | Hällristning                     |                  | Kvillinge, Östergötland |       | 58.640881, 16.146946 | 10045400830001 | Ladda upp en bild av detta fornminne      |
| Kvillinge 84:1                          | Hällristning                     |                  | Kvillinge, Östergötland |       | 58.643525, 16.161496 | 10045400840001 | Ladda upp en bild av detta fornminne      |
| Kvillinge 84:2                          | Hällristning                     |                  | Kvillinge, Östergötland |       | 58.643562, 16.161549 | 10045400840002 | Ladda upp en bild av detta fornminne      |
| Kvillinge 84:3                          | Hällristning                     |                  | Kvillinge, Östergötland |       | 58.643519, 16.161599 | 10045400840003 | Ladda upp en bild av detta fornminne      |
| Kvillinge 85:1                          | Gravfält                         |                  | Kvillinge, Östergötland |       | 58.641919, 16.160298 | 10045400850001 | Ladda upp en bild av detta fornminne      |
| Kvillinge 86:1                          | Hög                              |                  | Kvillinge, Östergötland |       | 58.641583, 16.160203 | 10045400860001 | Ladda upp en bild av detta fornminne      |
| Kvillinge 86:2                          | Stensättning                     |                  | Kvillinge, Östergötland |       | 58.641585, 16.160365 | 10045400860002 | Ladda upp en bild av detta fornminne      |
| Kvillinge 91:1                          | Hällristning                     |                  | Kvillinge, Östergötland |       | 58.640505, 16.149128 | 10045400910001 | Ladda upp en bild av detta fornminne      |
| Kvillinge 97:1                          | Stensättning                     |                  | Kvillinge, Östergötland |       | 58.644275, 16.149093 | 10045400970001 | Ladda upp en bild av detta fornminne      |
| Kvillinge 97:2                          | Hällristning                     |                  | Kvillinge, Östergötland |       | 58.644262, 16.149051 | 10045400970002 | Ladda upp en bild av detta fornminne      |
| Kvillinge 106:1                         | Gravfält                         |                  | Kvillinge, Östergötland |       | 58.651282, 16.184109 | 10045401060001 | Ladda upp en bild av detta fornminne      |
| Kvillinge 107:1                         | Stensättning                     |                  | Kvillinge, Östergötland |       | 58.649526, 16.184050 | 10045401070001 | Ladda upp en bild av detta fornminne      |
| Kvillinge 107:2                         | Stensättning                     |                  | Kvillinge, Östergötland |       | 58.649446, 16.184188 | 10045401070002 | Ladda upp en bild av detta fornminne      |
| Kvillinge 107:3                         | Stensättning                     |                  | Kvillinge, Östergötland |       | 58.649392, 16.184035 | 10045401070003 | Ladda upp en bild av detta fornminne      |
| Kvillinge 107:4                         | Stensättning                     |                  | Kvillinge, Östergötland |       | 58.649452, 16.183892 | 10045401070004 | Ladda upp en bild av detta fornminne      |
| Kvillinge 116:1                         | Hällristning                     |                  | Kvillinge, Östergötland |       | 58.645774, 16.151725 | 10045401160001 | Ladda upp en bild av detta fornminne      |
| Kvillinge 123:1                         | Gravfält                         |                  | Kvillinge, Östergötland |       | 58.641400, 16.105428 | 10045401230001 | Ladda upp en bild av detta fornminne      |
| Kvillinge 127:1                         | Hällristning                     |                  | Kvillinge, Östergötland |       | 58.627885, 16.148852 | 10045401270001 | Ladda upp en bild av detta fornminne      |
| Kvillinge 127:2                         | Hällristning                     |                  | Kvillinge, Östergötland |       | 58.627962, 16.148850 | 10045401270002 | Ladda upp en bild av detta fornminne      |
| Kvillinge 128:1                         | Hällristning                     |                  | Kvillinge, Östergötland |       | 58.628469, 16.154515 | 10045401280001 | Ladda upp en bild av detta fornminne      |
| Kvillinge 129:1                         | Hällristning                     |                  | Kvillinge, Östergötland |       | 58.642685, 16.162921 | 10045401290001 | Ladda upp en bild av detta fornminne      |
| Kvillinge 130:1                         | Hällristning                     |                  | Kvillinge, Östergötland |       | 58.642136, 16.157919 | 10045401300001 | Ladda upp en bild av detta fornminne      |
| Kvillinge 131:1                         | Hällristning                     |                  | Kvillinge, Östergötland |       | 58.639663, 16.161777 | 10045401310001 | Ladda upp en bild av detta fornminne      |
| Kvillinge 132:1                         | Hällristning                     |                  | Kvillinge, Östergötland |       | 58.638099, 16.155719 | 10045401320001 | Ladda upp en bild av detta fornminne      |
| Norrkärr (Kvillinge 162)                | Lägenhetsbebyggelse              |                  | Kvillinge, Östergötland |       | 58.647393, 16.197711 | 12000000098738 | Ladda upp en bild av detta fornminne      |
| Kvillinge 178                           | Hög                              |                  | Kvillinge, Östergötland |       | 58.668226, 16.206364 | 12000000127044 | Ladda upp en bild av detta fornminne      |
| Kvillinge 186                           | Gravhägnad                       |                  | Kvillinge, Östergötland |       | 58.668193, 16.206303 | 12000000127055 | Ladda upp en bild av detta fornminne      |